# Laekense herder
De Laekense herder, ook Lakense herder gespeld, is de ruwharige variant van de Belgische herders. Hij is naar de Brusselse deelgemeente Laken vernoemd. Hij wordt van alle Belgische herders het minst vaak aangetroffen.

## Uiterlijk
De Laekense herder heeft een ruwharige, rossige vacht. De staart en de snuit hebben een wat donkere gevlamde beharing. De vacht moet tweemaal per jaar getrimd worden om de overtollige en dode haren te verwijderen en af en toe geborsteld met een grofgetande kam. Zijn schofthoogte is 58 (teefje) tot 62 centimeter (reu), zijn gewicht 20 tot 30 kilogram.

## Aard
Het is een moedige en oplettende hond, die qua werkplezier, intelligentie en behendigheid zeker niet de mindere van de andere Belgische herders is. Hij heeft een vrij dominante aard en is zeer gehecht aan zijn eigen 'roedel'.
Zoals alle Belgische herders wordt hij vaak als bescherm- of gezinshond gehouden.